# Takoyaki
El Takoyaki (たこ焼き o 蛸焼?) es una comida japonesa hecha a base de harina de trigo y pulpo. Se hace en forma de una bola (del tamaño de la de Ping Pong). Sus ingredientes son: masa de harina de trigo con agua, trozos de pulpo, jengibre encurtido troceado, alga (ao-nori), etc.

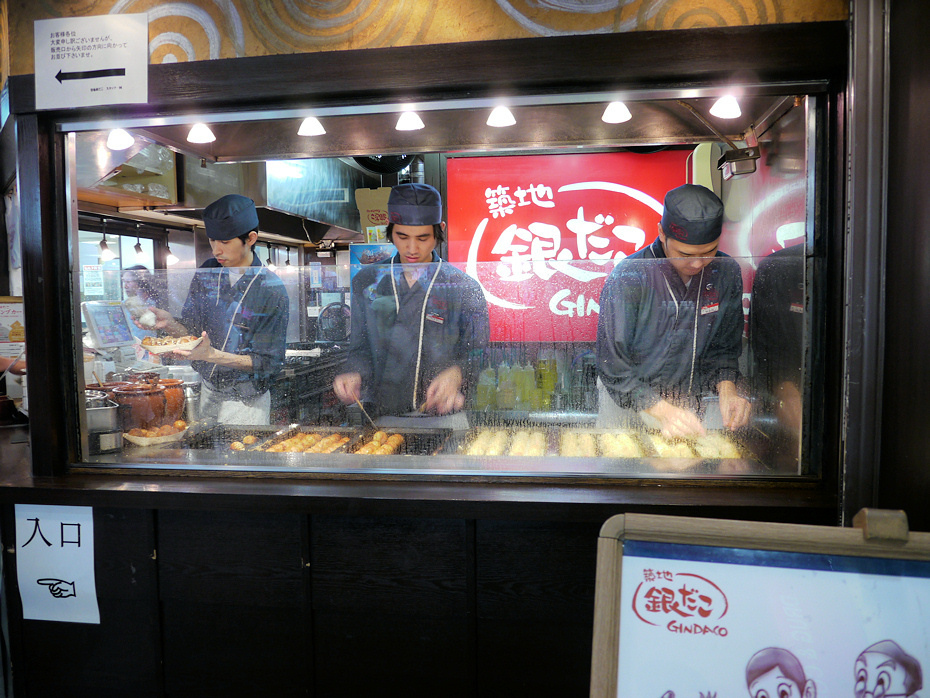
Tienda de cocina abierta

Es típico de la región de Kansai.